# 332 (عدد)
 332 هو عدد صحيح، يلي العدد 331 ويسبق العدد 333.

## في الرياضيات

### خصائص
- عدد طبيعي.[3]

- عدد زوجي.[4][5]
- عدد موجب،[6] السالب منه هو - 332.[7]

## في التاريخ
- 332 هـ هي سنة في التقويم الهجري.
- هي سنة  332 م في التقويم الميلادي.

## وصلات خارجية
الأعداد الصاتمة، ديوان اللغة العربية.